# 坂巻佑
坂巻 佑（さかまき ゆう）は、宮城県仙台市出身の女優。北区☆つかこうへい劇団プロデュースで初舞台を踏み、劇団東京乾電池アクターズラボ卒業後、舞台出演 数十回。現在は数々の映像作品で活躍。 再現ドラマの出演は100本以上に及び、そのなかでも主演を50回以上務めている。
宮城県第二女子高校（現・仙台二華高）卒業。中央大学 卒業。
【受賞歴】
・最優秀俳優賞ノミネート
パルマジャパン国際短編映画祭「ホメシカ」店長役

・審査員特別賞受賞
萩ibasho映画祭2024「家族・する」金城文 役

・パフォーマンス賞
東京コミコンメインステージ コスサミセレクション2022「魔法にかけられて」ジゼル役
特技：司会、子供ショーMC／衣装作り／絵画、特にペットの肖像画はプロ並みの腕前である。
趣味：80年代ソングカラオケ（菊池桃子のモノマネで中森明菜の曲を歌う等）
昔やっていたのは殺陣とバレーボール。

## 出演歴

### テレビ

#### フジテレビ系列
- 「痛快TVスカッとジャパン」青木朋子役
- 「世にも奇妙な物語」25周年スペシャル
- 「訂正させてください〜人生を狂わせたスキャンダル〜」 －主演・杉田かおる役
- 「こたえてちょーだい!」　主演レギュラー
- 「ひるこた!」　主演レギュラー
- ドラマ「美女か野獣」 － アナウンサー役
- 「Dのゲキジョー － 主演
- 金曜エンタテイメント「外科医鳩村周五郎　闇のカルテII」
- ドラマ「くうねるところすむところ〜恋するニッカボッカ・ガール〜」 － 保母役、プレゼントCMナレーション

#### テレビ朝日系列
- 土曜ワイド劇場「家政婦は見た!」
- 土曜ワイド劇場「事件17」
- ドラマ「僕らはみんな生きている」
- 「さまぁ〜ずと優香のスイスペ!」－ (主演)・防犯再現
- 「SmaSTATION!!|スマステーション」 (主演)レギュラー・医療再現

#### TBS系列
- ドラマ「恋のバカヤロー!」
- ドラマ「ブラックジャックによろしく」
- スポーツ番組 筋肉番付「KUNOICHI」 － 「悪代官2～妄想伝～」の衣裳で出場

#### 日本テレビ系列
- ドラマ「一番大切な人は誰ですか?」

#### インターネットドラマ
- 伊藤かずえ主演メディシネマ「スマイルズ・アゲイン」 － 看護士・坂井麻理役（1～10話 レギュラー）

### 映画
・2024年「ホメシカ」※二人芝居（門田樹監督）－ 店長役／パルマジャパン国際短編映画祭３部門ノミネート、シネマスコープ賞受賞
・2024年「家族ごっこ」（折原愛菜監督）―母役
・2024年「告白キャンセル界隈」※一人芝居（門田樹監督）
・2024年「姫神さまと私」（白河静夜監督）
- 2023年「家族・する」（渡邉高章監督）－ 金城文役／萩ibasho映画祭 審査員特別賞受賞
- 2022年「3653の旅」（野本梢監督）－ 菱川あん役
- 「地歴鑑定士」(中原圭一監督) － (主演)・オト役
- 「僕らの方程式」(内田英治監督)
- 「逃想少年」(山岸謙太郎監督) － (ヒロイン)・ケイコ役
- 「age37」(厨子健介監督）
- 「SUICIDE INSIDE」(むらかみ廣監督)
- 「秘メ煙」(多積正之監督)
- 「さよなら銀河鉄道」(未発表、市川敦之監督)　(ヒロイン)
- 「底」東京芸術学院夏期制作
- 「イマジン」他

### 舞台
- 劇団東京乾電池アクターズラボ卒業公演「海辺のバカ」－ 児玉ナナミ役
- 北区☆つかこうへい劇団「スカブラ」 － 桂木和江役
- ダ・ミーム（宇梶剛士氏主宰）「ときしらず 〜その自由の矢〜」
- 新国立劇場「蝶々夫人」
- ZONEフェスティバル 「聖龍水滸伝」アクション舞台にて殺陣を披露
- 小学館次世代ワールドホビーフェア　「30周年だョ！ドラえもん」 － MC ゆうお姉さん役（ 大山のぶ代らと共演）（幕張メッセANA特設ステージ、福岡ドーム、名古屋ポートピアなど 全国をまわる）

### CM
- ミニストップ「ハロハロメロン」(2020年)（メイン） － ギャル農家役でダンスを披露（放映中）
- マイナビ（メイン）
- 海上自衛隊Web（メイン）
- 江崎グリコ「朝食りんごヨーグルト」
- 東北福祉専門学校
- サントリー「セサミン」
- ぱちガブッ！
- 家庭教師のNOVAS

### VP
- i-Robot「RoomBa」(主演、年間契約)
- みずほ銀行(主演)
- アフラック － 主婦役
- ライオン「泡のチカラ」 － 主婦役
- 警視庁　防犯VP － 被害者役

#### その他
- 総合資格学院（イメージキャラクター、ポスター(主演)
- PlayStation 2「悪代官2～妄想伝～」 － 久野市しのぶ役
- ミュージックPV 　ハイパーJOYSOUND V2　GLAY「HOWEVER」　(主演)
- ミュージックPV「ひまり」(主演)

### スチル
- コカコーラ社（アメリカ）

### 雑誌
- Type
- Weeklyファミ通
- Tokyo1週間
- B-ing
- Next car